# Табукашвили, Шалва Петрович
Шалва Петрович Табукашвили (1917 год, Кутаисский уезд, Кутаисская губерния — дата смерти неизвестна, Грузинская ССР) — звеньевой колхоза «Комунисакен» Маяковского района, Грузинская ССР. Герой Социалистического Труда (1949).

## Биография
Родился в 1917 году в одном из сельских населённых пунктов Кутаисского уезда. После окончания местной сельской школы трудился в личном сельском хозяйстве. С начала 1930-х годов — рядовой колхозник в колхозе «Комунисакен» Багдатского района (с 1940 года — Маяковский район, сегодня — Багдатский муниципалитет), председателем которого был Шалва Окропирович Чумбуридзе. В послевоенные годы возглавлял звено виноградарей.
В 1948 году звено под его руководством собрало в среднем с каждого гектара по 155,5 центнеров винограда на участке площадью 3 гектара. Указом Президиума Верховного Совета СССР от 9 августа 1949 года удостоена звания Героя Социалистического Труда за «получение высоких урожаев винограда в 1948 году» с вручением ордена Ленина и золотой медали «Серп и Молот».
Этим же Указом звание Героя Социалистического Труда получили труженики колхоза «Комунисакен» бригадир Давид Георгиевич Табукашвили, звеньевые Валериан Макариевич Бахтидзе и Михаил Георгиевич Чкония.
В 1950 году был награждён вторым Орденом Ленина за выдающиеся трудовые результаты по итогам 1949 года. В последующие годы возглавлял бригаду виноградаре в том же колхозе.
В 1978 году вышел на пенсию. Персональный пенсионер союзного значения. Проживал в Маяковском районе. Дата смерти не установлена.
Награды
- Герой Социалистического Труда
- Орден Ленина — дважды (1949; 05.09.1950)
- Орден «Знак Почёта» (02.04.1966)
- Орден Трудового Красного Знамени (05.08.1951)